# Markwart III
Markwart III di Eppenstein, chiamato anche Markward, Marahvuart, Marahuvart, Marahuuart, Marquart, (X secolo – prima del 13 aprile 1000) fu preses de Carinthia dal 970 alla morte. Inoltre, fu conte di Eppenstein, conte a Viehbachgau e nella valle di Mürz.

## Biografia
Era il figlio del conte Markwart II di Viehbach.
Intorno all'anno 970 ci fu un doppio matrimonio: Markwart sposò Hadamud/Hadamudis/Hadamuod, figlia di Adalberone I di Ebersberg; la sorella di Markwart, Richarda/Richgard, sposò Udalrico/Ulrico, fratello di Hadamud. Di conseguenza, Markwart era strettamente legato al clan degli Ebersberg, che aveva già fornito un conte sul confine carinziano con Ratoldo († 919) sotto l'imperatore Arnolfo di Carinzia.
A Pavia esiste un documento di donazione del 970, secondo cui l'imperatore Ottone I donò all'arcivescovo Federico I di Salisburgo beni situati nella contea del suo margravio Markwart nell'Ostland, ovvero un podere nei pressi di Uduleniduor (slavo; tedesco: Nidrinhof, oggi Frauental an der Laßnitz) con 50 Königshufen di libera scelta, la vicina foresta di Susil/Sausal, la città di Zuib/Sulm/Altenmarkt e il vicino villaggio di Lipnizza/Leibnitz.
Nel 976, in seguito alle ripetute rivolte del cugino, il duca Enrico II di Baviera, l'imperatore Ottone II lo destituì e nominò duca di Baviera suo nipote Ottone I. Inoltre, al fine di proteggersi da nuove ribellioni in un'area di confine estremamente strategica, scorporò dalla Baviera il ducato di Carinzia che, insieme alla Marca di Verona, fu affidato al luitpoldingio Enrico, al quale, però, venne affiancato Markwart in veste di margravio. Markwart rimase fedele ai Liudolfingi per tutta la vita, nonostante diversi dei duchi a cui fu sottoposto scelsero di ribellarsi.

## Famiglia e figli
Markwart sposò Hadamud/Hadamudis/Hadamuod, figlia di Adalberone I di Ebersberg, ed essi ebbero:
- Adalberone († 1039), duca di Carinzia;
- Eberardo, dopo il 1039, conte sull'Isar;
- Ernesto;
- Ulrico (?).